# Gilia caespitosa
Espèce
Classification APG II (2003)
Gilia caespitosa (ou Aliciella caespitosa) est une espèce de plantes à fleurs dicotylédones de la famille des Polémoniacées.
Le quart des individus restant se trouve dans le Parc national de Capitol Reef, dans l'Utah, aux États-Unis.